# Anne-Caroline Chausson
Anne-Caroline Chausson (Dijon, 8 de octubre de 1977) es una deportista francesa que compitió en ciclismo en las modalidades de BMX y montaña.
Participó en los Juegos Olímpicos de Pekín 2008, obteniendo una medalla de oro en la prueba de BMX femenina. Ganó una medalla de plata en el Campeonato Mundial de Ciclismo BMX de 2008 y dos medallas en el Campeonato Europeo de Ciclismo BMX, oro en 2007 y plata en 2008.
En montaña obtuvo 13 medallas, todas de oro, en el Campeonato Mundial de Ciclismo de Montaña entre los años 1996 y 2005, y 11 medallas de oro en el Campeonato Europeo de Ciclismo de Montaña entre los años 1994 y 2005.

## Palmarés internacional

### Ciclismo BMX
| Juegos Olímpicos   | Juegos Olímpicos       | Juegos Olímpicos | Juegos Olímpicos |
| Año                | Lugar                  | Medalla          | Competición      |
| ------------------ | ---------------------- | ---------------- | ---------------- |
| 2008               | Pekín (China)          | Medalla de oro   | Carrera          |
| Campeonato Mundial |                        |                  |                  |
| Año                | Lugar                  | Medalla          | Competición      |
| 2008               | Taiyuan (China)        | Medalla de plata | Carrera          |
| Campeonato Europeo |                        |                  |                  |
| Año                | Lugar                  | Medalla          | Competición      |
| 2007               | Romans (Francia)       | Medalla de oro   | Carrera          |
| 2008               | Weiterstadt (Alemania) | Medalla de plata | Carrera          |

### Ciclismo de montaña
| Campeonato Mundial | Campeonato Mundial                | Campeonato Mundial | Campeonato Mundial    |
| Año                | Lugar                             | Medalla            | Competición           |
| ------------------ | --------------------------------- | ------------------ | --------------------- |
| 1996               | Cairns (Australia)                | Medalla de oro     | Descenso              |
| 1997               | Château-d'Œx (Suiza)              | Medalla de oro     | Descenso              |
| 1998               | Mont-Sainte-Anne (Canadá)         | Medalla de oro     | Descenso              |
| 1999               | Åre (Suecia)                      | Medalla de oro     | Descenso              |
| 2000               | Sierra Nevada (España)            | Medalla de oro     | Descenso              |
| 2000               | Sierra Nevada (España)            | Medalla de oro     | Dual                  |
| 2001               | Vail (Estados Unidos)             | Medalla de oro     | Descenso              |
| 2001               | Vail (Estados Unidos)             | Medalla de oro     | Dual                  |
| 2002               | Kaprun (Austria)                  | Medalla de oro     | Descenso              |
| 2002               | Kaprun (Austria)                  | Medalla de oro     | Campo a través para 4 |
| 2003               | Lugano (Suiza)                    | Medalla de oro     | Descenso              |
| 2003               | Lugano (Suiza)                    | Medalla de oro     | Campo a través para 4 |
| 2005               | Livigno (Italia)                  | Medalla de oro     | Descenso              |
| Campeonato Europeo |                                   |                    |                       |
| Año                | Lugar                             | Medalla            | Competición           |
| 1994               | Métabief (Francia)                | Medalla de oro     | Descenso              |
| 1995               | Špindlerův Mlýn (República Checa) | Medalla de oro     | Descenso              |
| 1996               | Bassano del Grappa (Italia)       | Medalla de oro     | Descenso              |
| 1997               | Silkeborg (Dinamarca)             | Medalla de oro     | Descenso              |
| 1998               | Špindlerův Mlýn (República Checa) | Medalla de oro     | Descenso              |
| 1998               | Špindlerův Mlýn (República Checa) | Medalla de oro     | Dual                  |
| 2003               | Graz (Austria)                    | Medalla de oro     | Descenso              |
| 2003               | Graz (Austria)                    | Medalla de oro     | Campo a través para 4 |
| 2004               | Wałbrzych (Polonia)               | Medalla de oro     | Descenso              |
| 2004               | Wałbrzych (Polonia)               | Medalla de oro     | Campo a través para 4 |
| 2005               | Kluisbergen (Bélgica)             | Medalla de oro     | Descenso              |